# 約爾船
約爾船（英语为，荷兰语为），是一种小型帆船。有两根桅杆，主桅在前，后桅非常短，位于舵柱之后，两桅杆均挂纵帆，后桅帆主要用于操控方向，而非提供助动力。

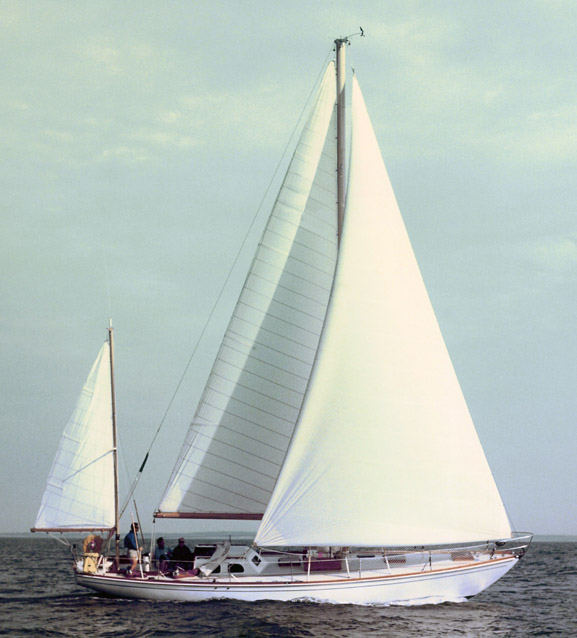
挂百慕大帆的約爾船，船首帆是日内瓦帆

典型的約爾船帆装，主帆是斜桁帆

## 特征
与凱趣船（Ketch）相比，約爾船后桅更短，位于舵柱之后（凱趣船的后桅位于舵柱之前）。
与雙桅的斯庫納船（Schooner）相比，約爾船前桅為主桅，后桅较小（雙桅的斯庫納船的前桅較小，後桅為主桅）。
与史路普帆船（Sloop）或卡特帆船（Cutter）相比，約爾船多了一个小型的后桅。
約爾船两根桅杆均挂纵帆，主帆一般是百慕大帆或斜桁帆。船首帆可以是艏三角帆或日内瓦帆。
約爾船最初是作为渔船发展起来的，可以不用舵柱操控方向，便于单人独立驾驶。后来随着现代的导航和操控技术的出现，这一优势不在，約爾船也不再那么流行。